# 笑わない科学者と魔法使いシリーズ
『笑わない科学者と魔法使い』（わらわないかがくしゃとまほうつかい）シリーズは、内堀優一による日本のライトノベル作品。イラストは百円ライターが担当。劇作家を本業とする著者の小説デビュー作である。
第3回ノベルジャパン大賞（ホビージャパン主催）奨励賞受賞作「オセロー」を改題し、2010年4月1日にHJ文庫より第1巻「笑わない科学者と時詠みの魔法使い」の表題で刊行。以後、シリーズ化され全3巻が刊行された。略称は「かがまほ」。

## ストーリー
大学で物理学を専攻していた大倉耕介は新学期を目前に入居していたアパートの更新手数料支払いを迫られ、一旦は大学を中退して実家の八百屋を継ぐことを決意した。ところが、所属しているゼミの教授・沖島よりある条件で高級マンションの一室を家賃全額免除で用意すると持ちかけられ、中退の危機を免れる。
沖島が提示した条件とは、木花乃咲耶媛の末裔で「魔法使い」を自称する少女・咲耶の世話をすること。耕介は科学を志す者として初対面の年端も行かぬ少女が魔法を使うと言われても最初は実感が湧かなかったが、自然界にあまねく存在する精霊の姿が見える咲耶の話を聞かされる内に精霊の特徴に分子の結合と共通点が存在することを見出し、咲耶が習得した魔法もいずれは科学的に説明が可能となる現象ではないかとの確証を抱く。
ところが、咲耶に日本の未来を預言させる「時詠みの追難」を行わせるべく暗躍する秘密組織・リニエッジ機関の魔手が迫り、2人は同時期に機関が起こした新宿界隈の連続神隠し事件に否応なく巻き込まれてしまう。

## 登場人物
大倉 耕介（おおくら こうすけ）
主人公。国立大学で物理学を専攻している大学生。幼少期に母親を交通事故で亡くして以来、感情を表に出すことが不得手になり普段着同然の白衣姿も相俟って「笑わない科学者」の異名を持つ。
アパートの更新手数料支払いに窮し、一度は大学を中退して実家の八百屋を継ごうとしたものの沖島教授から高級マンションに新しい部屋を用意され「魔法使い」を自称する少女・咲耶との奇妙な同居生活に身を投じる。
当初は魔法の存在に懐疑的であったが、咲耶を通じて水の精霊が持つ特徴に分子結合との共通点を見出してからは魔法の存在を科学的に説明することは可能であると考えるようになり、その知識を応用して咲耶の魔法をアレンジし、周囲で巻き起こる怪現象に挑むようになる。
咲耶（さくや）
日本神話の女神・木花乃咲耶媛の末裔であり「魔法使い」を自称する少女。13歳。ストレートの黒髪に西洋風の魔女をイメージしたとんがり帽子と漆黒のマントと言う出で立ちが「白」をイメージカラーとする耕介と対を為している。
木花乃咲耶媛の子孫達は太古の昔より代々、時の権力者の求めに応じて未来を予言する「時詠みの追難」と呼ばれる儀式を行って来たがこの儀式を行った者は急速に寿命を縮める為、咲耶の両親は明治を最後に途絶えている儀式の再開を渇望するリニエッジ（血縁）機関の手から咲耶を保護すべく「隔界」と呼ばれる異世界へ咲耶を逃し「お師匠様」と呼ばれる魔法使いの下で魔法の修行を積ませていた。
隔界での3年間の修行生活を終え、沖島の紹介で耕介との同居生活を始めることになるが一般常識に欠けた所があり、しばしば耕介の手を焼かせる。たい焼きが大好物。
須崎 源太郎（すざき げんたろう）
探偵。新宿にある私立探偵事務所に所属しており、かつて捜査に関わっていたある事件に耕介が巻き込まれたことを契機として耕介の「兄貴分」を一方的に称している。口癖は「どうだ、探偵は凄いだろう」。
187センチの高身長で美形だが、押しの強い性格と自身の正義感から暴走してしまうところがあり事件を解決するどころか余計に混乱させてしまうことも。
野々村 あすみ（ののむら あすみ）
耕介と同郷の女子大生。郷里では有数の名家に生まれたお嬢様で、私立中学に通っていた際に公立中学の生徒であった耕介と知り合い後に同じ高校へ進学。現在は耕介と同様に上京し、耕介とは別の私立大学に通っている。
酒癖の悪さが玉に瑕だが、咲耶のことをいたく気に入っており姉のように振舞っている。
沖島（おきしま）
耕介が所属するゼミの教授。かつ、耕介の母の恩師でもある。ある理由から「時詠みの追難」の再開を阻止すべく行動しており、教え子である耕介に咲耶を紹介する。
磐長媛（いわながひめ）
日本神話に登場する、木花乃咲耶媛の姉に当たる女神。咲耶が木花乃咲耶媛の末裔であるのに対して磐長は神話の時代から生きながらえて来た本人であり、隔界で魔法の修行を積んでいた頃の咲耶にとっては唯一の親友であった。
「時詠みの追難」は木花乃咲耶媛の末裔と磐長の2人が揃わないと執り行えないとされているが、儀式の執行は咲耶の死と同義であるため儀式を執行するか咲耶を自由の身にするかで板挟みとなり、悩み続けている。

## 既刊一覧
- 内堀優一（著）・百円ライター（イラスト）、ホビージャパン〈HJ文庫〉、全3巻
  - 『笑わない科学者と時詠みの魔法使い』、2010年4月1日初版発行（同日発売[1]）、ISBN 978-4-7986-0033-8
  - 『笑わない科学者と神解きの魔法使い』、2010年8月1日初版発行（同日発売[2]）、ISBN 978-4-7986-0103-8
  - 『笑わない科学者と咲く花の魔法使い』、2010年12月1日初版発行（同日発売[3]）、ISBN 978-4-7986-0154-0